# Jardin aux Plantes la Bouichère
El Jardín de las Plantas la Bouichère (en francés: Jardin aux Plantes la Bouichère) es un jardín botánico de 2 hectáreas de extensión, de administración privada, en Limoux, Francia.

## Localización
Se ubica en los bancos de la rivera del río Aude en el "Domaine de Flassian".
Jardin aux Plantes la Bouichère Domaine de Flassian, Rue Dewoitine, Limoux, Aude, Languedoc-Roussillon, France-Francia.
Planos y vistas satelitales.43°04′09″N 2°13′23″E / 43.06917, 2.22306
Se encuentra abierto todos los días laborales de la semana, en los meses cálidos del año, se cobra una tarifa de entrada. 

## Historia
El jardín fue creado alrededor del 2001, especializado en el cultivo de plantas procedentes de todo el mundo de porte herbáceo fragantes.

## Colecciones
Actualmente alberga a más de 2,500 plantas perennes, arbustos, y árboles, el jardín está diseñado en una serie de pequeñas áreas: 
- Plantas aromáticas, con 60 tipos de salvia y 30 tipos de mentas.
- Jardín exótico,
- Jardín de los colores,
- Jardín de verduras,
- Rosaleda,
- Jardín de la luna,
- Jardín medieval,
- Huerto,
- Vivero,
- Viña.
- Colección de coníferas
- Hierbas,
- Aviario con aves procedentes de Australia, Asia, y Suramérica.